# Sabra (geslacht)
Sabra is een geslacht van vlinders uit de familie van de eenstaartjes (Drepanidae) en de onderfamilie Drepaninae.

## Soorten
- Sabra harpagula (Esper, 1786) – Linde-eenstaart
- Sabra sinica (Yang, 1978)